# Congregazione vallombrosana

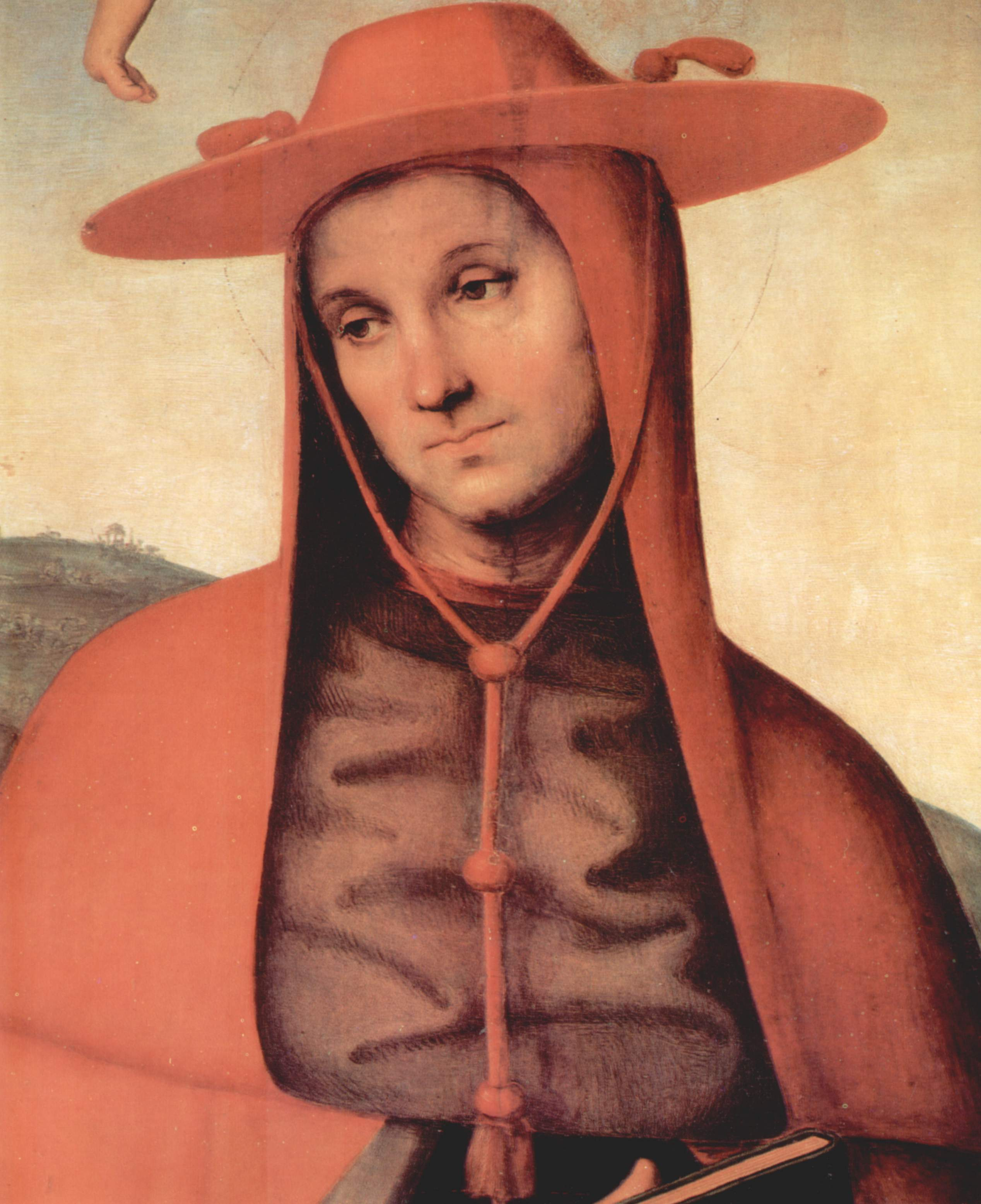
San Bernardo degli Uberti (in un dipinto toscano del Perugino) venerato dai vallombrosani come padre fondatore, insieme a Benedetto da Norcia e a Giovanni Gualberto.

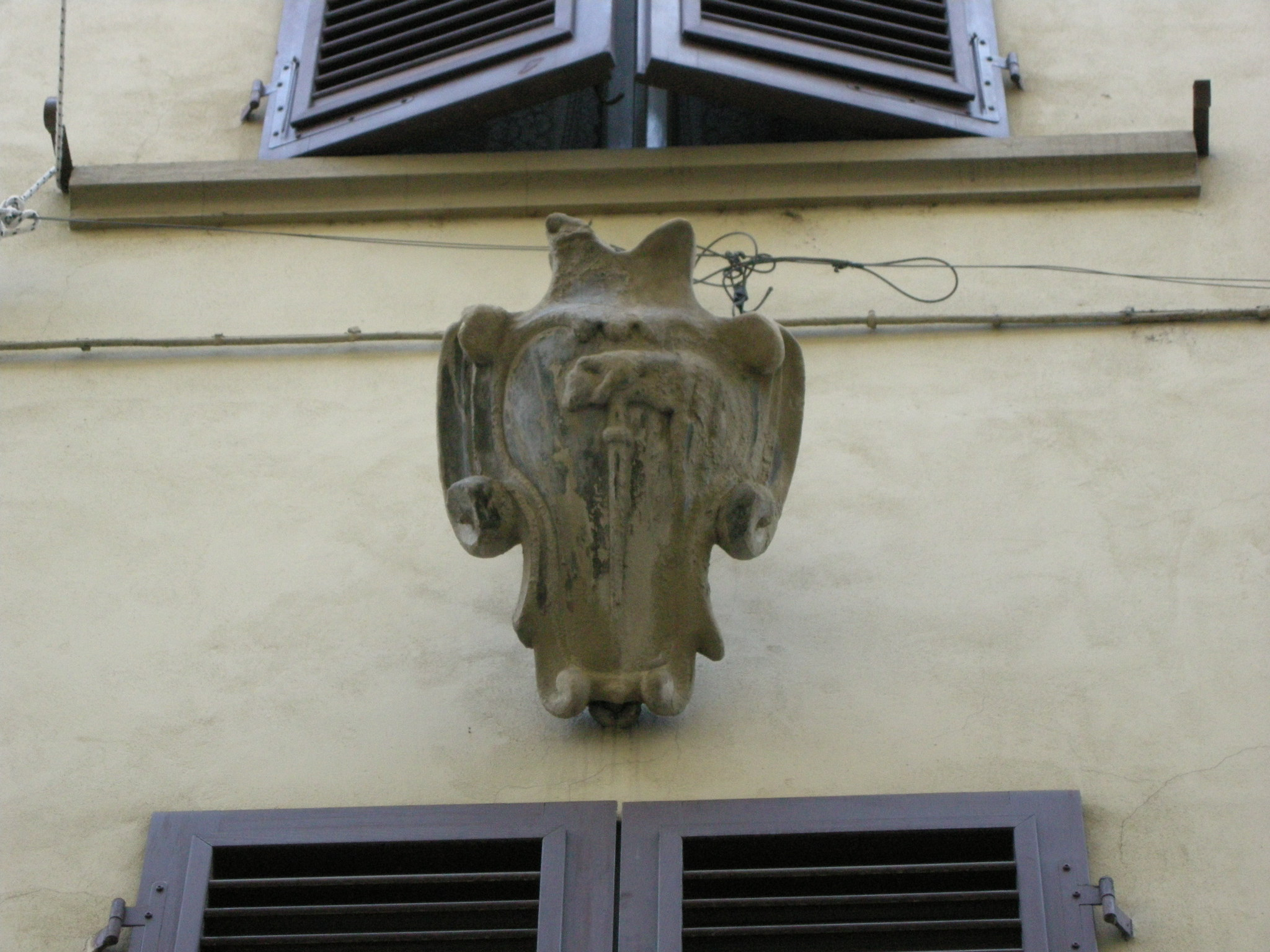
Stemma dei Vallombrosani

La Congregazione vallombrosana (pospongono al loro nome la sigla "O.S.B. Vall.") in latino Congregatio Vallis Umbrosae Ordinis Sancti Benedicti, è una comunità di monaci benedettini fondata da san Giovanni Gualberto nel 1039, che prende il nome dalla località di Vallombrosa.
Fra i centri vallombrosani nel nord-Italia vanno ricordati: l'abbazia di San Mercuriale di Forlì, che rimase a quest'Ordine dal 1176 fino alle soppressioni napoleoniche, e il monastero di Astino di Bergamo. A Firenze, i vallombrosani amministravano la chiesa di San Salvi e la chiesa di San Bartolomeo nella Badia a Ripoli, ma la chiesa più importante che i vallombrosani gestiscono è quella fiorentina di Santa Trinita. I monaci vallombrosani si sono distinti, nel corso dei secoli, per la lotta contro la simonia, contro la corruzione e la mondanità della Chiesa; è attribuita a loro l'istituzione della figura dei monaci conversi, che secondo alcuni autori, invece, dovrebbe essere attribuita ai cistercensi.
I vallombrosani sono da sempre sensibili alla tutela del creato e, in particolare, possono ritenersi dei veri e propri "monaci forestali" dato che per lungo tempo (dall'XI al XIX secolo) hanno gestito la foresta di Vallombrosa. I monaci coltivavano l'abete bianco in purezza, applicando la tecnica selvicolturale - da loro codificata - del "taglio raso con rinnovazione artificiale posticipata", che da Vallombrosa si irradiò in tutta Europa. Dal 1866, a seguito dell'incameramento dei beni ecclesiastici da parte del Regno d'Italia, la foresta di Vallombrosa è gestita dall'amministrazione forestale dello Stato a cui si deve la riclassificazione in "Riserva naturale statale biogenetica" avvenuta nel 1977.
In particolare, fino al 2003 è stata amministrata dall'Azienda di Stato per le foreste demaniali e da tale anno, con l'inserimento dell'Azienda nella struttura del Corpo forestale dello Stato, dal Corpo medesimo che la amministra a mezzo dell'Ufficio territoriale per la biodiversità di Vallombrosa, appositamente costituito. Nel XX secolo, infatti, nel secondo dopoguerra san Giovanni Gualberto è stato proclamato "Celeste principale Patrono presso Dio del Corpo Forestale" (la forza di polizia specializzata nella repressione dei reati commessi in danno all'ambiente e al territorio) e di tutti i selvicoltori italiani.
Abate generale della Congregazione è il reverendissimo padre Dom Giuseppe Casetta OSB.

## Dagli inizi al 1500
Il periodo dal 1036 fino agli inizi del 1330 è l'epoca del fervore degli inizi e della diffusione. L'unione nei singoli monasteri e fra gli stessi, sotto la guida dell'abate maggiore, trovò espressione soprattutto nell'annuale raduno a Vallombrosa dei superiori e nello scambio di monaci.

È l'epoca d'oro dell'ordine e dell'espansione della congregazione sia nel centro e nord Italia che in Sardegna (in quest'ultima erige ricchi e splendidi monasteri e governa un gran numero di villaggi rurali). Nel 1160 i monaci di Vallombrosa erano presenti in 57 monasteri.
Fino al 1500 è l'epoca della commenda, che consisteva nella nomina di abate di un monastero ad un estraneo da parte della sede apostolica. L'abate commendatario, spesso lontano dal monastero, era interessato all'amministrazione dei suoi beni temporali di cui beneficiava in gran parte. Fu un periodo di decadenza sia per le comunità che per la congregazione, che tentò di resistere al fenomeno della commenda tramite la nascita dei sansalvini.

## Dal 1550 al 1800
Il periodo dal 1500 al 1800 è meno uniforme del precedente, nel I secolo, grazie al Concilio di Trento, si assiste ad una ripresa spirituale e ad un grande sviluppo economico che ha lasciato la sua traccia profonda nella grandiosità delle abbazie vallombrosane.
Presso i monaci di Vallombrosa, intorno al 1578, riceve la sua prima formazione culturale (ed entra a far parte dell'ordine come novizio per un breve periodo) il giovane Galileo Galilei. Qui studia logica, retorica e grammatica.
Con l'illuminismo, fu accentuato l'inserimento dei monaci nelle attività culturali e scientifiche, ma la loro attività primaria rimase
- l'agricoltura in pianura,
- la selvicoltura in montagna, e la
- costruzione e gestione di ospedali e di ostelli per i pellegrini.

## Gli ultimi secoli
Il 1800 è l'epoca delle soppressioni attuate dalle autorità statali. Il 10 ottobre 1810 per la prima volta i monaci furono costretti ad abbandonare addirittura l'abbazia di Vallombrosa, la casa madre. Vi rientreranno solo nel 1818 con 15 sacerdoti e 16 fratelli.
Nel 1866, in applicazione delle leggi italiane riguardanti la soppressione degli istituti religiosi, ai monaci fu tolta nuovamente l'abbazia di Vallombrosa, che nel 1869 divenne sede del primo Istituto Forestale d'Italia.
I monaci di Vallombrosa si trasferirono a Pescia (Pistoia) fino al ritorno a Vallombrosa, nel 1949, reso possibile solo dalla concessione del monastero alla congregazione da parte dello Stato.
Con la soppressione napoleonica era stato tolto ai monaci Vallombrosani anche il monastero di San Michele presso la badia di Passignano che per la congregazione è secondo solo a quello di Vallombrosa ed ha una sua particolare importanza in quanto nella sua cripta sono custoditi i resti di san Giovanni Gualberto in un pregevole reliquario.
Dopo varie vicissitudini questo importante monastero vallombrosano è tornato nel 1986 ai monaci che lo hanno riacquistato da privati e lo stanno via via ripristinando agli antichi splendori. Di particolare importanza sono il refettorio monastico con una immensa Ultima cena dipinta dal Ghirlandaio e l'antica cucina del monastero, ancora conservata con gli arredi originari del Quattrocento.

## Vallombrosani celebri
- Giovanni Gualberto
- Pietro Igneo
- Mercuriale Prati